# Listă de antropologi
Aceasta este o listă de antropologi.
Cuprins: Început - 0–9 A B C D E F G H I J K L M N O P Q R S T U V W X Y Z

## A
- John Adair
- Giulio Angioni
- Manuel Laranjeira Rodrigues de Areia
- Michael Asch
- Timothy Asch

## B
- Nigel Barley
- Fredrik Barth
- Vasily Bartold
- Keith H. Basso
- Daisy Bates
- Ruth Behar
- Thomas Belmonte
- Ruth Benedict
- Theodore C. Bestor
- Lewis Binford
- Karen Blu
- Wilhelm Bleek
- Franz Boas
- James Boon
- Robert Borofsky
- Pere Bosch-Gimpera
- Paul Broca
- Hugh Brody

## C
- Mauro Campagnoli
- Joseph Campbell
- Napoleon Chagnon
- Realth Chalmers
- Alberto Mario Cirese
- Pierre Clastres
- Jean Comaroff
- John Comaroff
- Carleton Coon
- Vincent Crapanzano
- Julie Cruickshank
- Frank Hamilton Cushing

## D
- Regna Darnell
- Raymond Dart
- Ella Cara Deloria
- Frederica De Laguna
- Ernesto de Martino
- Raymond DeMallie
- Miguel Diaz-Barriga
- Mary Douglas
- Eugene Dubois
- Samuel Dunn

## E
- Mircea Eliade
- E. E. Evans-Pritchard
- Arturo Escobar

## F
- Raymond Firth
- Raymond D. Fogelson
- Dian Fossey
- James Frazer
- Morton H. Fried

## G
- Clifford Geertz
- Alfred Gell
- Ernest Gellner
- Abhik Ghosh
- Faye Ginsburg
- Max Gluckman
- Maurice Godelier
- Jane Goodall
- Robert J Gorden
- Chris Gosden
- Hilma Granqvist
- J. Patrick Gray
- Carol J. Greenhouse
- Marcel Griaule
- Jacob Grimm
- Wilhelm Grimm

## H
- Richard Handler
- Michael Harkin
- Marvin Harris
- Jacquetta Hawkes
- Cassidy Hendrickson
- Arthur Maurice Hocart
- Earnest Hooton
- Ian Hodder
- Aleš Hrdlička
- Zora Neale Hurston
- Dell Hymes
- Huang Xianfan

## J
- William Jones

## K
- Sergei Kan
- Alice Kehoe
- David Kertzer
- Richard G. Klein
- Pete Knutson
- Dorinne K. Kondo
- Andrey Korotayev
- Conrad Kottak
- Grover Krantz
- Charles H. Kraft
- Shepard Krech III
- Kewal Krishan
- Alfred L. Kroeber
- Adam Kuper
- Hilda Kuper

## L
- William Labov
- George Lakoff
- Louise Lamphere
- Ruth Landes
- Clark S. Larsen
- Bruno Latour
- Edmund Leach
- Murray Leaf
- Louis Leakey
- Mary Leakey
- Richard Leakey
- Richard Borshay Lee
- Claude Lévi-Strauss
- Robert Lowie

## M
- Alan Macfarlane
- Bronislaw Malinowski
- Marcel Mauss
- Phillip McArthur
- Grant McCracken
- David W. McCurdy
- Margaret Mead
- Mervyn Meggitt
- Josef Mengele
- Nikolay Miklukho-Maklay
- H. Paul Manning
- Emily Martin
- Sidney Mintz
- Ashley Montagu
- James Mooney
- John H. Moore
- Lewis H. Morgan
- Nancy Munn
- George Murdock

## N
- Peter Nabokov
- Laura Nader
- Raoul Naroll

## O
- Gananath  Obeyesekere
- Emiko Ohnuki-Tierney
- Marvin Opler
- Morris Opler
- Sherry Ortner

## P
- Bruce Parry (television show host)
- James Peacock
- Glenn Petersen
- Bronislav Pilsudski
- Hortense Powdermaker
- Paul Prince

## Q
- James Quesada

## R
- Paul Rabinow
- Wilhelm Radloff
- Roy Rappaport
- Hans Ras
- Alfred Reginald Radcliffe-Brown
- Gerardo Reichel-Dolmatoff
- Kathy Reichs
- Audrey Richards
- W. H. R. Rivers
- Charolette Rogers
- Lawrence Rosen
- Eric Ross
- Gayle Rubin

## S
- Marshall Sahlins
- Roger Sandall
- Edward Sapir
- Wilhelm Schmidt
- Tobias Schneebaum
- Thayer Scudder
- Elman Service
- Afanasy Shchapov
- Cathy Small
- James Spradley
- Julian Steward
- Pradip Kumar Singh
- Ann L. Stoler
- Andrew Strathern
- Marilyn Strathern
- William Sturtevant
- Naqiyah Sultan

## T
- Michael Taussig
- Edward Burnett Tylor
- Colin Turnbull
- Edith Turner
- Terence Turner
- Victor Turner
- Bruce Trigger

## V
- Christine VanPool
- Karl Verner
- L. P. Vidyarthi

## W
- Camilla Wedgwood
- Hank Wesselman
- Ben White
- Douglas R. White
- Leslie White
- Tim White
- Neil Whitehead
- Benjamin Whorf
- Unni Wikan
- Clark Wissler
- Eric Wolf
- Sol Worth

## Z
- R. Tom Zuidema